# Akabira, Hokkaidō
Akabira (赤平市 Akabira-shi) là một thành phố thuộc tỉnh Hokkaidō, Nhật Bản.